# Judith Schuyf
Judith Schuyf (Den Haag, 12 juni 1951) is een Nederlands historicus en archeoloog.

## Levensloop
Schuyf studeerde geschiedenis, culturele prehistorie en middeleeuwse archeologie aan de Universiteit Leiden en promoveerde daar in 1974 op een proefschrift over de recente geschiedenis van lesbische vrouwen in Nederland. Ze deed onder meer wetenschappelijk onderzoek naar Nederlandse landschapsarcheologie en vooral naar de emancipatie van lesbische vrouwen, homoseksuele mannen, biseksuelen en transgenderpersonen (lhbt'ers) en de gevolgen van oorlog en geweld voor hen. 
Aan de Universiteit Utrecht was Schuyf een van de initiatiefnemers voor de Interfacultaire Werkgroep Homostudies en streed ze voor de toekenning van compensatiegelden voor oorlogsslachtoffers. Ze zette deze strijd in haar vrije tijd voort toen ze Hoofd Onderzoek bij het Informatie- en Coördinatieorgaan Dienstverlening Oorlogsgetroffenen (Stichting ICODO, nu COGIS) was geworden. Schuyf adviseerde overheden over seksuele diversiteit en lhbt-beleid, onder meer voor roze ouderen, sport en transgenders. Ook was zij als adviseur verbonden aan het landelijk kennisinstituut en adviesbureau voor het sociaal domein Movisie.

## Onderscheidingen
- 2008: de eerste Annie Brouwer-Korffprijs van de gemeente Utrecht, voor bijdragen aan de integratie en emancipatie van homoseksuele mannen en vrouwen in Utrecht en wijde omgeving.
- 2014: Officier in de Orde van Oranje-Nassau vanwege haar onderzoek naar de leefsituatie en acceptatie van lhbt'ers en lhbt-oorlogsgetroffenen.[3]
- 2015: Bob Angelo Penning van het COC.

## Publicaties (selectie)
- The Recording and Management of Historic Landscapes in the Netherlands (with comparative reference to Britain), in: Brandon, P.F. and R.N. Millman (ed.); Historic Landscapes. Identification, Recording, Management, London 1978, 97-109
- Beyond the Castle: moated sites in the Netherlands, in: Hoekstra, T.J., H.J. Janssen en I.W.L. Moerman (ed.), Liber Castellorum, Zutphen 1981, 144-153
- Plaats en waardering van fossiele elementen in het Nederlandse landschap, Wageningen, Pudoc, 1986
- met P.Schedler en K. Soesbeek (ed.): Homoseksualiteit in beeld, Veen, Utrecht/Antwerpen, 1989
- Een stilzwijgende samenzwering. Lesbische vrouwen in Nederland 1920-1970, Amsterdam 1994. Proefschrift Leiden
- Heidens Nederland. De materiële resten van een niet-christelijk verleden. Uitgeverij Matrijs, Utrecht 1995, 1997
- Oud rose : de positie van lesbische en homoseksuele ouderen in Nederland, Utrecht, Interfacultaire Werkgroep Homostudies, Universiteit Utrecht, 1996
- met Lizet Kruyff: Twintig eeuwen koken en eten: op zoek naar de eetcultuur van onze voorouders : met tientallen historische recepten die het proeven waard zijn!, Utrecht, Kosmos-Z&K, 1997
- Gevoelsgenoten van zekere leeftijd. Levensverhalen van oudere homoseksuele vrouwen en mannen. Met foto's van Jan Griffioen. Schorer/Van Gennep, Amsterdam, 1997
- De oudere oorlogsgetroffene, in: Schuyf, J. (ed): Trauma door Oorlogsgeweld, 1999
- met Polak, K. (red.): Een Stilte die Spreekt. Herdenken in Diversiteit, Den Haag SDU, 2000. Engelse vertaling:  A Telling Silence. Spectrums of Dutch remembrance, Amsterdam/Utrecht; Anne Frank Stichting, Nationaal Comité 4 en 5 mei, Icodo
- "Hidden from history? Homosexuality and the historical sciences." Lesbian and gay studies, an introductory, interdisciplinary approach. London: Sage (2000): 61-80.
- Aging, The Netherlands en Anna Blaman, lemma’s in: Zimmerman, B. (ed.): The Encyclopedia of Lesbianism, Garland Press, 2000
- Levenslang. Tiemon Hofman, homoseksueel en avonturier, Schorer Boeken, Amsterdam, 2003
- (red.): Nederlanders in Neuengamme. De ervaringen van ruim 5500 Nederlanders in een Duits concentratiekamp 1940-1945, Zaltbommel, Aprilis, 2005
- met Klaus Müller: Het begint met Nee zeggen, biografieën rond homoseksualiteit en verzet, Schorer, Amsterdam, 2006
- Gender en trauma, in: Aarts, Petra G.H. en Wim D. Visser (red): Trauma, diagnostiek en behandeling, Houten/Diegem, Bohn, Stafleu Van Loghum. pp. 111–122, 2007
- Lesbisch en homo-emancipatiebeleid in Nederlandse gemeenten, Utrecht, Movisie, 2008
- De Roze Gemeentegids. Praktisch beleid voor gemeenten, 2014
- Heidense heiligdommen. Zichtbare sporen van een heidens verleden, 2019